# Noumea laboutei
Noumea laboutei is een zeenaaktslak die behoort tot de familie van de Chromodorididae. Deze slak komt voor in het noordwesten van de Grote Oceaan, nabij Okinawa, op een diepte tot 15 meter.
De slak is citroengeel gekleurd, met geen duidelijke mantelrand. De kieuwen en de rinoforen zijn oranje. Ze wordt, als ze volwassen is, zo'n 12 tot 15 mm lang. Ze voeden zich met sponzen.